# 拉姆施普林格
拉姆施普林格是德国下萨克森州的一个市镇。总面积23.37平方公里，总人口2972人，其中男性1419人，女性1553人（2011年12月31日），人口密度127人/平方公里。